# Guri Alfi
Gur-Dov „Guri“ Alfi-Aharon (hebräisch גור-דב (גורי) אלפי-אהרון; * 18. September 1976 in Ramat Gan, Israel) ist ein israelischer Schauspieler und Komiker.

## Leben
Gur Alfi Aharon ist der Sohn von Yossi Alfi (Theaterproduzent und Erzähler, geboren in Basra, Irak) und Bruder von Sari Alfi. Ab 1996 arbeitete er unter dem Namen Guri Alfi als Stand-up-Comedian in verschiedenen Gruppen und veröffentlichte seine ersten Bühnenprogramme, darunter Plattfuß und Domino.
Mit dem Erfolg als Komiker erhielt Alfi Fernseh- und Filmangebote, sodass er unter anderem auch in den beiden international bekannten israelischen Kinoproduktionen The Secrets und Die Reise des Personalmanagers mitspielte. Für letztere erhielt er 2010 eine Nominierung des israelischen Filmpreises Ophir Award als Bester Nebendarsteller.

## Filmografie (Auswahl)
- 2002: Lo nafsik litzkhok
- 2005: Riki Riki
- 2006: Sippuro Shel G.G. Eselmund
- 2007: The Secrets (Ha-Sodot)
- 2010: Die Reise des Personalmanagers (Shliḥuto shel Ha'Memuneh al Mash'abey Enosh)
- 2019: Hamishim (als er selbst)
- 2020–2024: Black Space (Mishmar HaGvul)

## Auszeichnungen (Auswahl)
- 2010: Nominierung für den Ophir Award als Bester Nebendarsteller für seine Rolle in Die Reise des Personalmanagers